# ヘルマン・ヴィンクラー
ヘルマン・ヴィンクラー（Hermann Winkler, 1924年3月3日 - 2009年1月21日）は、ドイツのテノール歌手。
デュースブルクの生まれ。ハノーファー音楽院に学び、1949年から1955年までハノーファー州立劇場のアンサンブル歌手として所属。1954年からビーレフェルト市立歌劇場で歌うようになり、1958年からチューリッヒ歌劇場に移籍して1960年まで所属した。1961年にバイロイト音楽祭に初参加し、以後度々出演するようになった。1977年にはザルツブルク音楽祭に出演し、《ドン・ジョヴァンニ》のドン・オッターヴィオ役を歌った。1980年には同じく《ドン・ジョヴァンニ》のオッターヴィオ役でシカゴ歌劇場に出演してアメリカ・デビューを果たしている。1981年にはザルツブルク音楽祭でフリードリヒ・チェルハの《バール》の初演に主役として参加。1999年にロリン・マゼールの指揮するプリンツレーゲンテン劇場での《トリスタンとイゾルデ》の上演に参加したのが最後のステージとなった。
ガウティングにて死去。